# Bromma (okręg administracyjny)
Bromma – okręg administracyjny (stadsdelsområde) w ramach gminy Sztokholm, położony w jej zachodniej części (Västerort).
Okręg administracyjny (stadsdelsområde) Bromma został utworzony w 1998 r. po połączeniu dotychczasowych okręgów Västerled i Bromma.
Według danych opublikowanych przez gminę Sztokholm, 31 grudnia 2014 r. stadsdelsområde Bromma liczyła 74 161 mieszkańców i obejmowała następujące dzielnice (stadsdel):
| - Abrahamsberg - Beckomberga - Blackeberg - Bromma Kyrka - Bällsta - Eneby - Mariehäll - Norra Ängby - Riksby - Södra Ängby - Ulvsunda Industriområde - Åkeshov - Åkeslund | - Alvik - Höglandet - Nockeby - Nockebyhov - Olovslund - Smedslätten - Stora Mossen - Traneberg - Ulvsunda - Ålsten - Äppelviken |

Powierzchnia wynosi łącznie 27,70 km², z czego wody stanowią 3,10 km².